# Diocèse de Ségovie
Le diocèse de Ségovie (en latin : Diœcesis Segobiensis ; en espagnol : diócesis de Segovia) est un diocèse de l'Église catholique en Espagne, suffragant de l'archidiocèse de Valladolid. Depuis 2014, l'évêque est Jesús Vidal (es).

## Territoire

Carte des diocèses d'Espagne avec le diocèse de Ségovie en rouge

Le diocèse est situé dans la province de Ségovie avec l'évêché à Ségovie où se trouve la cathédrale de Notre Dame de l'Assomption et de saint Frutos. Il est suffragant de l'archidiocèse de Valladolid.
Le territoire comprend 339 paroisses regroupées en 9 archidiaconés : Segovia, Cuéllar, Ayllón-Riaza, La Granja-San Medel, Cantalejo-Fuentidueña, Fuentepelayo, Sepúlveda-Pedraza, Abades-Villacastín, Coca-Santa María la Real de Nieva.

## Histoire
La tradition donne saint Jérothée de Ségovie (es) comme 1er évêque bien que ce soit une légende créée à la fin du XVIe siècle, à cette époque, le jésuite Jérôme Román de la Higuera fabrique de fausses chroniques qu'il attribue à Nummius Æmilianus Dexter et à Liutprand de Crémone dans lequel il raconte le voyage en Espagne de saint Paul et de son disciple Jérothée, ancien gouverneur de la province de Tarragone et évêque d'Athènes, et la nomination de ce dernier comme 1er évêque du diocèse. L'imposture est constatée en 1666 par Gaspard Ibáñez mais le conseil de Ségovie dirigé par l'évêque Diego Escolano y Ledesma (es) soutient l'existence réelle de Jérothée officialisant ainsi le culte du saint.
Au début du VIe siècle Ségovie appartient à l'archidiocèse de Tolède dans la province carthaginoise ainsi qu'il ressort d'une lettre dans laquelle l'évêque métropolitain Montan de Tolède (es) réclame la restitution à Tolède de la paroisse de Ségovie que son prédécesseur Celse (es) avait donnée à l'évêque de Palencia. Les historiens supposent qu'après cet épisode, Ségovie retrouve son indépendance de Palencia car les actes du IIIe concile de Tolède tenu en 589 sont signés par l'évêque Pierre (es) en tant que chef du diocèse ségovien.
Lors de l'invasion arabe, les évêques ont probablement vécu dans les terres chrétiennes. Après une brève reprise de la ville par Alphonse VI de León, la vie chrétienne renaît et la succession épiscopale en 1110. Le pape Calixte II confirme en 1123 la restauration du diocèse. Au cours du XIIe siècle de nombreuses églises sont reconstruites y compris l'ancienne cathédrale qui est consacrée le 16 juillet 1228. L'âge d'or du diocèse se situe au XVe siècle lorsque d'importants monastères sont fondés et Ségovie visitée par des personnalités telles que saint Vincent Ferrier ou le jeune Tomás de Torquemada. En 1474, Isabelle la Catholique est couronnée dans la ville. Au début du XVIe siècle, la cathédrale est endommagée par la guerre des Communautés de Castille, c'est pourquoi on commence en 1525 la construction d'une nouvelle qui est consacrée en 1558 sans être achevée.
Le 4 juillet 1857, le diocèse devient suffragant de l'archidiocèse de Valladolid. En 1953, les limites du diocèse sont ajustées à la province administrative, 16 paroisses sont transférées à l'archidiocèse de Valladolid, 4 à l'archidiocèse de Burgos et 3 au diocèse d'Ávila ; à l'inverse, le diocèse récupère 11 paroisses appartenant au diocèse d'Ávila, 1 de l'archidiocèse de Burgos et 15 du diocèse de Sigüenza-Guadalajara.